# 古斯塔夫·荣松
古斯塔夫·荣松（瑞典語：Gustaf Jonsson，1903年7月7日—1990年7月30日），瑞典男子越野滑雪运动员。他曾代表瑞典参加1928年和1932年冬季奥林匹克运动会越野滑雪比赛，获得一枚铜牌。